# تحریم اسرائیل

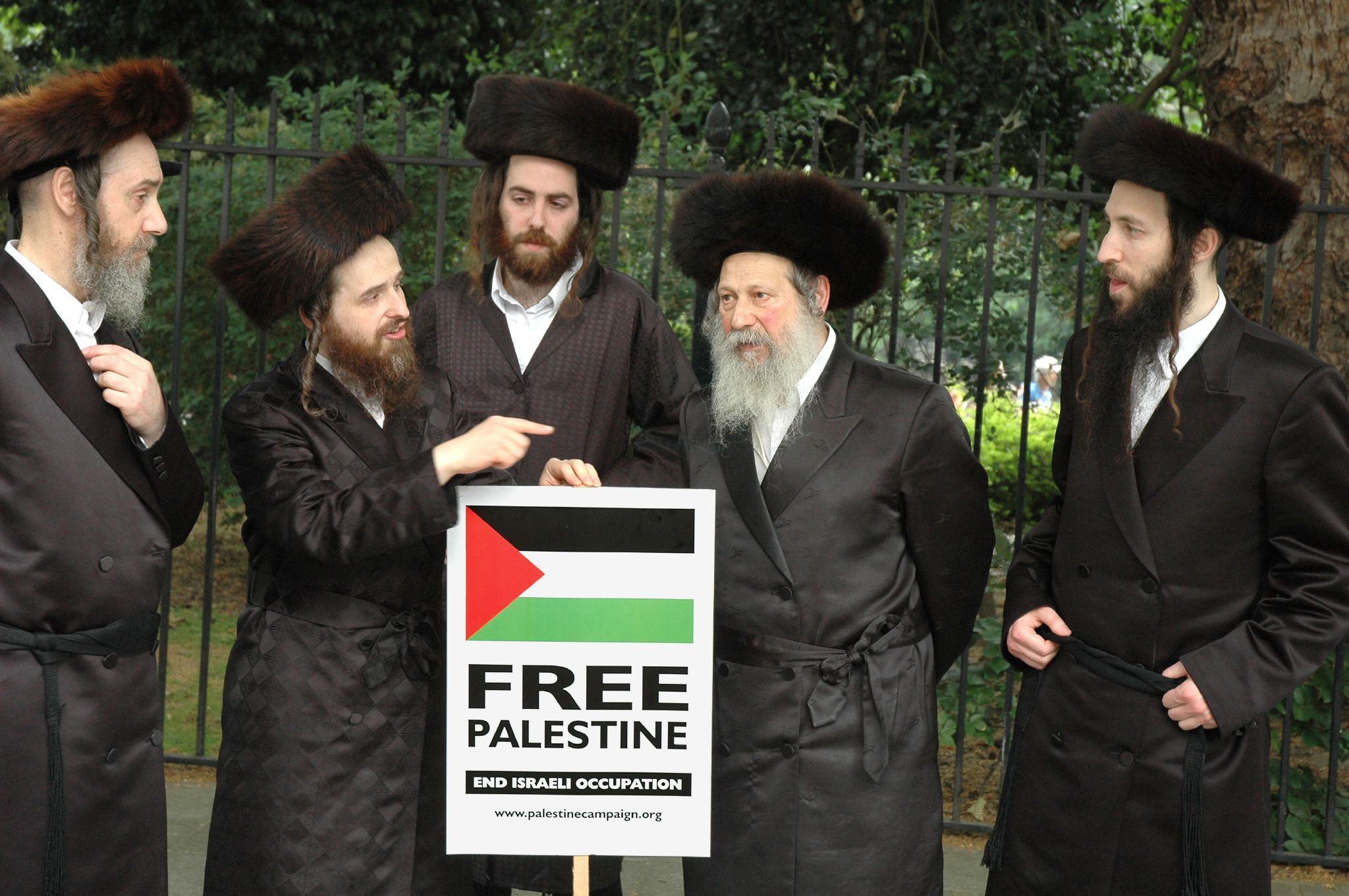
جمعی از یهودیان عضو ناتوری کارتا اعتراض به عملکرد اسراییل

تحریم اسراییل به مجموعه تلاش‌های صورت گرفته برای قطع روابط اقتصادی، سیاسی و فرهنگی با کشور اسرائیل، افراد اسرائیلی، شرکت‌ها و سازمان‌های اسرائیلی است. این تحریم‌ها توسط برخی در سرتاسر دنیا مطرح شده و شامل مواردی نظیر خروج سرمایه از اسرائیل و عدم سرمایه‌گذاری در آن کشور، نخریدن کالای اسرائیلی و تحریم علمی اسرائیل می‌شود.هدف تحریم اقتصادی اسرائیل فشار بر اسرائیل برای رعایت قوانین بین‌المللی و متقاعد کردن شرکت‌های خصوصی برای پایان دادن به مشارکت خود در جنایات اسرائیل است.
برخی از فعالان جنبش بایکوت، عدم سرمایه‌گذاری و تحریم اسرائیل از جنبش تحریم حکومت آپارتاید آفریقای جنوبی الگو برداری کرده‌اند، زیرا رفتار اسرائیل با فلسطینی‌ها و اقلیت عرب آن را همانند سیستم آپارتاید در آفریقای جنوبی در دهه ۸۰ میلادی می‌دانند.بیش از دوازده سازمان، از جمله جنبش BDS (یک کمپین فلسطینی علیه آپارتاید اسرائیل)، رهبری تحریم‌ها را دارند.کمپین های بایکوت برندها را تحت فشار قرار می دهد تا به روابط خود با دولت اسرائیل پایان دهند و از زمان آغاز آخرین جنگ علیه غزه در سال 2023، فشارها را افزایش داده است.

## جهان اسلام
اتحادیه جهانی علمای مسلمان با انتشار بیانیه ای حکم به تحریم کالاهای اسرائیلی تا خروج این کشور از تمام سرزمین فلسطین‌‌ داده‌اند و اعلام نموده‌اند هرکس محصولات و کالاهای اشغالگران غاصب را خریداری یا به بازار عرضه کند، مرتکب گناه شده و در این جنایت شریک است. سید روح الله خمینی هم در پیامی در سال ۱۳۴۶، گفت: «کمک به اسرائیل چه فروش اسلحه و مواد منفجره و چه فروش نفت حرام و مخالفت با اسلام است، رابطه با اسرائیل و عمال آن چه رابطه تجاری و چه رابطه سیاسی حرام و مخالفت با اسلام است، باید مسلمین از استعمال امتعه اسرائیل خودداری کنند.»
در کشور عمان علمای این کشور نیز با صدور فتوایی تحریم اقتصادی اسرائیل را خواستار شدند و رابطه با اسرائیل را گناه کبیره دانستند.‌ ۵۱ تن از علما و متفکران دینی در الجزایر به وجوب تحریم شرکت‌های حامی رژیم صهیونیستی فتوا دادند. «سازمان عالی علمای اسلام» در اندونزی پس از آغاز حملات گسترده و شدید اسرائیل علیه غزه با صدور فتوایی تاکید کرد، مسلمانان اندونزی باید از مبارزات مردم فلسطین برای استقلال حمایت کنند و حمایت از «تجاوز» اسرائیل حرام یا ممنوع است.
سید علی سیستانی از مراجع دینی شیعه در عراق نیز با صدور فتوایی خرید کالاهای اسرائیلی را حرام اعلام کرد.‌ از میان علمای شیعه مکارم شیرازی و نوری همدانی هم خرید و فروش حتی با واسطه محصولات اسرائیلی را حرام اعلام کردند.

## جهان عرب

### تحریم مشاغل متعلق به یهودیان در فلسطین تحت قیمومت
بایکوت مشاغل متعلق به یهودیان در فلسطین تحت قیمومت توسط رهبران عرب از سال ۱۹۲۲ در تلاش برای آسیب اقتصادی به جمعیت یهودی فلسطین، به ویژه در دوره‌های درگیری‌های مشترک بین یهودیان و اعراب، سازماندهی شد. تحریم اولیه با هر کسب و کاری متعلق به یهودیان که در فلسطین فعالیت می‌کرد، نادیده گرفته شد. هنگامی که اعراب فلسطینی در سال ۱۹۲۹ در اورشلیم شورش کردند، فلسطینی «که مشخص شد تحریم را شکسته‌اند… توسط برادران خود مورد حمله فیزیکی قرار گرفتند و کالاهای آنها آسیب دید». تحریم شدیدتر دیگری بر مشاغل یهودی در پی شورش‌هایی که از همه اعراب در منطقه می‌خواست تا به شرایط آن پایبند باشند، تحمیل شد. کمیته اجرایی عربی کنگره سوریه-فلسطین در سال ۱۹۳۳ خواستار تحریم مشاغل یهودی شد و در سال ۱۹۳۴ فدراسیون کار عرب تحریم و همچنین تجمع سازمان یافته مشاغل یهودی را انجام داد. در سال ۱۹۳۶، رهبری عرب فلسطین فراخوان دیگری را اعلام کرد و کسانی را که به تحریم احترام نمی‌گذاشتند به خشونت تهدید کرد، اما این تحریم ناموفق بود زیرا وکلا، پزشکان و بیمارستان‌های یهودی به شدت در جامعه فلسطین ادغام شده بودند.

### اتحادیه عرب
اتحادیه عرب در دسامبر ۱۹۴۵، اندکی پس از تشکیل آن، قبل از تأسیس دولت اسرائیل در سال ۱۹۴۸، تحریم اسرائیل پیش از تأسیس را سازماندهی کرد و پس از آن ادامه و تشدید کرد. تحریم اتحادیه عرب تلاشی از سوی کشورهای عضو آن برای منزوی کردن اقتصادی اسرائیل برای جلوگیری از کشورهای عربی و دلسرد کردن غیر عرب‌ها از حمایت از اسرائیل و افزایش قدرت اقتصادی و نظامی اسرائیل است.  به عنوان بخشی از تحریم اعراب، به عنوان مثال، خطوط جاده ای و راه‌آهن موجود با کشورهای عربی همسایه قطع شد، پروازهای مستقیم هوایی به اسرائیل مجاز نبود، پروازهای هوایی اسرائیل بر فراز حریم هوایی عربی و خطوط هوایی کشور ثالثی که به سمت اسرائیل پرواز می‌کردند، ممنوع شد. حتی خطوط هوایی که به اسرائیل پرواز می‌کردند از ورود به کشورهای عربی خودداری کردند.
سازمان همکاری اسلامی (OIC) از اعضای خود خواست به تحریم اسرائیل توسط اتحادیه عرب بپیوندند. ده عضو OIC (علاوه بر آنهایی که عضو اتحادیه عرب نیز هستند) به تحریم دیپلماتیک پیوستند که نام آنها: افغانستان، بنگلادش، برونئی، چاد، اندونزی، ایران، مالزی، مالی، نیجر و پاکستان بود. این تماس در ۲۲ می ۲۰۱۸ تمدید شد، زمانی که سازمان همکاری اسلامی به ۵۷ عضو خود به دلیل وقایع غزه و گشایش سفارت ایالات متحده در اورشلیم، ممنوعیت انتخابی برخی از کالاهای اسرائیلی را توصیه کرد.
در سال ۱۹۹۴، به دنبال توافقنامه صلح اسلو، شورای همکاری کشورهای عرب خلیج فارس به مشارکت خود در تحریم اعراب علیه اسرائیل پایان داد و اعلام کرد که حذف کامل تحریم گامی ضروری برای صلح و توسعه اقتصادی در منطقه است. در روزهای کنونی، تحریم اعراب به ندرت اعمال می‌شود. این اقدام باعث افزایش سرمایه‌گذاری در اسرائیل شد و منجر به آغاز پروژه‌های همکاری مشترک بین اسرائیل و کشورهای عربی شد.

### تحریم‌های مردمی
در بعضی کشورهای عربی، مردم به صورت کمپین‌های دست به تحریم محصولات اسرائیلی یا شرکت‌های حامی اسرائیل زدند. در این کمپین‌ها شرکت‌های بزرگی مثل فروشگاه‌های مک‌دونالد و استارباکس، دچار خسارت شدند.‌ برخی از رستوران‌ها نیز محصولاتی مثل کوکاکولا یا نستله را از فهرست خود حذف کردند. پارلمان ترکیه محصولات دو شرکت آمریکایی- اسرائیلی کوکاکولا و نستله را از رستوران‌های این کشور حذف کرد.

## سازمان‌های بین‌المللی

### به رسمیت نشناختن
۲۸ کشور عضو سازمان ملل، اسرائیل را به رسمیت نمی‌شناسند که شامل ۱۵ عضو اتحادیه عرب (الجزایر، کومور، جیبوتی، عراق، کویت، لبنان، لیبی، موریتانی، عمان، قطر، عربستان سعودی، سومالی، سوریه، تونس و یمن) و ۱۰ عضو غیر عرب سازمان همکاری اسلامی (افغانستان، بنگلادش، برونئی، اندونزی، ایران، مالزی، مالدیو، مالی، نیجر و پاکستان) و همچنین کوبا، کره شمالی و ونزوئلا می‌باشند.

### مشکلات بین‌المللی اسرائیل
کشورهای عضو سازمان ملل متحد در سال ۱۹۶۱ به صورت گروه‌های منطقه ای تشکیل شدند تا به عنوان بلوک‌های رای‌گیری و انجمن‌های مذاکره عمل کنند. از نظر جغرافیایی، اسرائیل باید عضو گروه آسیا و اقیانوسیه باشد، اما کشورهای عربی و مسلمان مانع از پیوستن اسرائیل به این گروه شده‌اند. اسراییل به مدت ۳۹ سال از سیستم گروه منطقه ای محروم بود که علاوه بر سایر پیامدها مانع از حضور آن در هیچ نهاد سازمان ملل شد. در سال ۲۰۰۰، برای دور زدن این ممنوعیت، اسرائیل به‌عنوان عضو موقت گروه اروپای غربی و سایرین پذیرفته شد، مشروط به تمدید سالانه، اما تنها در مقر WEOG در ایالات متحده، که این امکان را به آن داد تا نامزدهای مختلف را برای انتخابات سازمان ملل معرفی کند. ارکان مجمع عمومی در سال ۲۰۰۴، عضویت اسرائیل در WEOG دائمی شد، اما تنها در مقر WEOG در نیویورک، در حالی که به عنوان ناظر در سایر دفاتر سازمان ملل باقی ماند. اسرائیل تنها در دسامبر ۲۰۱۳ به عضویت کامل در WEOG در ژنو اعطا شد و به اسرائیل اجازه داد در نهادهای سازمان ملل مستقر در ژنو، مانند شورای حقوق بشر سازمان ملل متحد، شرکت کند.
۱۶ کشور عربی و سازمان همکاری اسلامی پاسپورت اسرائیل را نمی‌پذیرند. الجزایر، بنگلادش، برونئی، ایران، عراق، کویت، لبنان، لیبی، مالزی، عمان، پاکستان، عربستان سعودی، سودان، سوریه، امارات متحده عربی و یمن. هشت مورد از آنها نیز پاسپورت کشورهای دیگری را که دارنده ویزای اسرائیل در آن تأیید شده است، نمی‌پذیرند. ۲۲ کشور پروازهای مستقیم و پروازهای هوایی به اسرائیل را ممنوع کرده‌اند. افغانستان، الجزایر، بحرین، بنگلادش، برونئی، ایران، عراق، کویت، لبنان، لیبی، مالزی، مراکش، عمان، پاکستان، قطر، عربستان سعودی، سومالی، سودان، سوریه، تونس، امارات، یمن.
در اکتبر ۲۰۱۷، زمانی که یک اسرائیلی در مسابقات قهرمانی جودوی بین‌المللی در ابوظبی، امارات متحده عربی طلا گرفت، مقامات از برافراشتن پرچم اسرائیل و پخش سرود ملی اسرائیل خودداری کردند، در عوض سرود فدراسیون بین‌المللی جودو (IJF) را پخش کردند. و پرچم IJF را به اهتزاز درآورد، در حالی که برنده طلا، تال فلیکر، سرود ملی اسرائیل را خواند. امارات متحده عربی همچنین ورزشکاران اسرائیلی را از پوشیدن نمادهای کشورشان بر روی لباس منع کرد، مجبور به پوشیدن لباس‌های IJF بودند. سایر شرکت کنندگان نیز رفتار مشابهی داشتند. در ۲۴ مه ۲۰۱۸، تیمی از حقوقدانان بین‌المللی، از جمله پروفسور هاروارد، الن درشویتس، طرحی را برای شکایت به دادگاه بین‌المللی داوری ورزش علیه حذف پرچم و سرود اسرائیل در رویدادهای ورزشی در کشورهای عربی اعلام کردند. در ژوئیه ۲۰۱۸، فدراسیون بین‌المللی جودو دو مسابقه جودو گرند اسلم در تونس و ابوظبی را به دلیل ممنوعیت برافراشتن پرچم‌های اسرائیل لغو کرد. همچنین در جولای ۲۰۱۸، فدراسیون جهانی شطرنج اعلام کرد که اگر تونس به شرکت کنندگان اسرائیلی از جمله قهرمان دختر هفت ساله اسرائیلی ویزا ندهد، از میزبانی مسابقات بین‌المللی شطرنج در سال ۲۰۱۹ محروم خواهد شد. علاوه بر این، تیم‌های ورزشی از کشورهای مختلف عربی به تحریم ورزشکاران اسرائیلی در مسابقات بین‌المللی ادامه می‌دهند. هنگامی که آنها مقابل یک تیم اسرائیلی مساوی می‌شوند، برخی از تیم‌ها به جای آن بازی را از دست می‌دهند.

## تحریم‌های تسلیحاتی
درست قبل از شروع جنگ شش روزه در سال ۱۹۶۷، فرانسه - که در آن زمان تأمین کننده اصلی تسلیحات اسرائیل، به ویژه هواپیما بود - تحریم تسلیحاتی را علیه اسرائیل، از جمله قطعات یدکی هواپیماهایش، اعمال کرد.
در سال ۲۰۱۴، در طول جنگ غزه، اسپانیا صادرات تسلیحات و فناوری نظامی به اسرائیل را متوقف کرد. این تحریم در مورد مواد دو منظوره نیز اعمال شد. همچنین در همان زمان، وزرای دولت بریتانیا گفتند تا زمانی که صلح رسمی توافق نشود، هیچ مجوز جدیدی برای صادرات تسلیحات برای فروش به اسرائیل اعطا نخواهد شد. در صورت شعله‌ور شدن خصومت‌ها، طبق گزارش‌ها، صادرات تحت مجوزهای موجود متوقف خواهد شد.
در ۲۳ مارس ۲۰۱۸، شورای حقوق بشر سازمان ملل متحد از جامعه جهانی خواست فروش تسلیحات به اسرائیل را متوقف کند. عفو بین‌الملل بارها خواستار تحریم تسلیحاتی اسرائیل شده است که آخرین آن در ۲۹ آوریل ۲۰۱۸ در پی درگیری بین ارتش اسرائیل و معترضان در حصار امنیتی نوار غزه به عنوان بخشی از تظاهرات " راهپیمایی بزرگ بازگشت " صورت گرفت.

## تحریم علمی و فرهنگی
کمپینی برای بایکوت دانشگاهی اسرائیل در آوریل ۲۰۰۴ توسط گروهی از دانشگاهیان و روشنفکران فلسطینی در رام‌الله در کرانه باختری راه اندازی شد که کمپین فلسطینی برای بایکوت دانشگاهی و فرهنگی اسرائیل (PACBI) را به عنوان بخشی از تحریم تشکیل داد. از آن زمان، پیشنهادهایی برای تحریم دانشگاه‌ها و دانشگاه‌های اسرائیلی خاص توسط دانشگاهیان و سازمان‌ها در سرزمین‌های فلسطین، ایالات متحده، بریتانیا، و سایر کشورها ارائه شده است. هدف از تحریم‌های دانشگاهی منزوی کردن اسرائیل به منظور ایجاد تغییر در سیاست‌های اسرائیل در قبال فلسطینی‌ها است که طرفداران آن استدلال می‌کنند که تبعیض‌آمیز و ظالمانه است، از جمله سرکوب آزادی دانشگاهی فلسطینی‌ها.

## نظرات دربارهٔ تحریم اسرائیل
در سال ۲۰۰۳، اسقف اعظم دزموند توتو از جامعه بین‌المللی خواست که با اسرائیل همان‌طور رفتار کند که با آپارتاید آفریقای جنوبی رفتار می‌کند و از کمپین عدم سرمایه‌گذاری اسرائیل حمایت می‌کند.
نامه سرگشاده مشترک ۳۲۲ دانشگاهی بریتانیا در ۱۶ ژانویه ۲۰۰۹ در گاردین منتشر شد. در این نامه از دولت انگلیس و مردم انگلیس خواسته شده است تا تمام اقدامات ممکن را برای مجبور کردن اسرائیل به توقف «تجاوزات نظامی و اشغال استعماری» خود به سرزمین فلسطین و «استفاده جنایتکارانه از زور» انجام دهند و پیشنهاد می‌شود که با برنامه تحریم شروع شود. در سال ۲۰۰۸، سر جرالد کافمن ، عضو پارلمان بریتانیا، مدعی شد: «زمان آن فرا رسیده است که دولت ما به دولت اسرائیل بفهماند که رفتار و سیاست‌هایش غیرقابل قبول است و ممنوعیت کامل تسلیحات را بر اسرائیل اعمال کند.»
در نوامبر ۲۰۱۲، یک گروه ۵۱ نفره از جمله برندگان جایزه صلح نوبل، هنرمندان و فعالان برجسته نامه ای را منتشر کردند که در آن خواستار تحریم نظامی اسرائیل شدند. در این نامه چندین کشور به ارائه کمک به اسرائیل که عملیات نظامی اسرائیل در سال ۲۰۱۲ در نوار غزه را تسهیل کردند، متهم کرد. مرید مگوایر، برنده جایزه صلح نوبل، در میان گروه امضاکننده این نامه بود.